# Iván Tona
Iván Oswaldo Tona Olmeda (ur. 1 kwietnia 2000 w Hermosillo) – meksykański piłkarz występujący na pozycji środkowego pomocnika, od 2023 roku zawodnik Tijuany.